# یوزف ماشین
یوزف ماشین (چکی: Josef Mašín) یک درجه‌دار ارتش چکسلواکی و یکی از اعضایِ گروه مقاومت در چکسلواکی در برابر آلمان نازی بود.
وی به‌دنبالِ اشغال چکسلواکی توسط ارتش آلمان نازی، به‌همراهِ یوزف بالابان و واتسلاو موراوک یک گروه مقاومت تشکیل داد که کارشان جمع‌آوری اطلاعات و همچنین انجام خرابکاری‌های عمدی بود.
سرهنگ دوم یوزف ماشین در ۱۳ مه ۱۹۴۱ توسط گشتاپو دستگیر شد. سپس در تاریخ ۲۷ مه ۱۹۴۲، پس از آنکه تعدادی از تکاوران نیروهای مقاومت برون‌مرزی چکسلواکی، راینهارد هایدریش فرماندار منصوب هیتلر در پراگ را ترور کردند، نیروهای آلمانی دست به اعمال انتقام‌جویانه زدند و حدود ۲۰۰۰ نفر از افراد سرشناس چک را تیرباران کردند که یکی از آنها یوزف ماشین بود. جسد او را در مرده‌سوزخانه استراشنیتسه معدوم کردند. همسرش نیز چند ماه زندانی بود.
پس از جنگ، مراسم تکریمی برای او برپا کردند و او را به درجهٔ «سرتیپی» ارتقا دادند. پسران او نیز که ۱۳ و ۱۵ سال داشتند، از ادوارد بنش نشان «شجاعت در خلال جنگ» دریافت کردند.